# كينيث كلاسن
كينيث كلاسن هو تاجر أعمال فنية كندي، ولد في 1951 في برنابي في كندا.